# Nipponaphera nodosivaricosa
Nipponaphera nodosivaricosa is een slakkensoort uit de familie van de Cancellariidae. De wetenschappelijke naam van de soort is voor het eerst geldig gepubliceerd in 1979 door Petuch.